# Procolophon
 (décembre 2018).
Si vous disposez d'ouvrages ou d'articles de référence ou si vous connaissez des sites web de qualité traitant du thème abordé ici, merci de compléter l'article en donnant les références utiles à sa vérifiabilité et en les liant à la section « Notes et références ».
Genre
Procolophon (« avant la fin ») est un genre éteint de parareptiliens procolophoniens ayant vécu du Permien jusqu'au Trias au Brésil, en Afrique du Sud et en Antarctique.

## Description
Procolophon pouvait mesurer jusqu'à 30 cm de long, environ 8 cm de haut et peser environ 2 kg. Le crâne avait une forme triangulaire et il était solide. Ses yeux étaient grands et lui permettait de voir le jour et la nuit. Procolophon avait des membres courts et puissants mais il ne devait pas courir très vite. Les vertèbres de cet animal étaient aussi solides.

## Alimentation
Les paléontologues pensent qu'il était omnivore, cela signifie qu'il mangeait de tout (insecte, plante, ...).

## Habitat
Procolophon vivait dans l'hémisphère sud de la Pangée, un super continent. Il y avait à cette période un climat chaud avec des forêts très denses. Il marchait sur ses quatre membres et vivait sur la terre ferme dans un environnement fluvial.